# ذنباب شرق آسية
ذُنْبَاب شرق آسية هو نوع من الخفافيش من جنس ذنباب في فصيلة الخفاش ورقي الأنف. توجد في بنغلاديش والصين والهند وإندونيسيا ولاوس وماليزيا وميانمار وتايوان وفيتنام .